# Hassan El Mouataz
Hassan El Mouataz est un footballeur marocain né le 21 septembre 1981 à Rabat au Maroc.

## Carrière
- 2000 - 2006 : FAR de Rabat  Maroc
- 2006 - 2013 : KSC Lokeren  Belgique
- 2013 - Déc 2013 : Raja de Casablanca  Maroc[1]

## Sélections en équipe nationale
| Caps | Date       | Match          | Lieu     | Score | Compétition |
| 1    | 14/10/2001 | Mali - Maroc   | Bamako   | 2 - 1 | Tournoi     |
| 2    | 03/10/2002 | Maroc - Niger  | Rabat    | 6 - 1 | Amical      |
| 3    | 31/03/2009 | Angola - Maroc | Lisbonne | 0 - 2 | Amical      |
| ---- | ---------- | -------------- | -------- | ----- | ----------- |

## Palmarès
- Vainqueur du Championnat du Maroc 2005 avec FAR Rabat
- Vainqueur de la Coupe du Trône 2003 et 2004 avec FAR Rabat
- Vainqueur de Coupe de la confédération 2005 avec FAR Rabat
- Finaliste de la Supercoupe d'Afrique 2005 avec FAR Rabat
- Vainqueur de la Coupe de Belgique 2012 avec KSC Lokeren
- Finaliste de la Supercoupe de Belgique 2012 avec KSC Lokeren